# Иван Гъбенски
Иван Поппетков Ненчов Гъбенски е свещеник и народен въстаник.

## Биография
Иван Гъбенски е роден към 1842 г. във Враниловци, Габровско.
Учи в класното училище в Габрово. Тук живее под надзора на монахиня Теофания в черковната стая на катедрален храм „Света Троица“.
Редовно посещава богослужението и се научава да пее добре. След като завършва образованието си е ръкоположен за свещеник в Габрово през 1866 г. Избран е за чорбаджия на Габрово (1864).
Родство: Баща е на 3 деца: дъщеря Иванка и синове Христо Гъбенски и Петър Гъбенски. Синовете са творци на „Историята на града Габрово и Габровските въстания“, 1903.
Участва в подготовката на Априлското въстание в Първи Търновски революционен окръг. Заклева габровските въстаници. След погрома на въстанието е заловен. Осъден от Търновския военнополеви съд на смърт чрез обесване. Присъдата е изпълнена на 15 юни 1876 година в Търново. Обесен е заедно с Цанко Дюстабанов и Еким Цанков.
Погребани са в една градина до църквата „Свети Атанас“ в Търново. През 1881 г. костите им били пренесени в Габровския девически манастир „Свето Благовещение“. Костите на свещеник Иван Гъбенски са положени в медно ковчеже, на което е гравирано пълното му име. Днес се намира под иконостаса в дясната страна на храма „Успение на Пресвета Богородица“ в Габрово. Името му заедно с тези на останалите избити четници са изписани върху паметник в средата на град Велико Търново.

## В знак на признателност
- През 1903 г. излиза от печат книгата "Историята на града Габрово и Габровските въстания“, написана от синовете на свещеник Иван Гъбенски Петър и Христо Гъбенски.
- През 1926 г. големият краевед на Габрово д-р Петър Цончев издава книгата „Цанко Христовъ Дюзтабановъ“.
- На 7 септември 2011 г. по инициатива на Елена Колева и Ивелина Колева, съвместно с всички габровски свещеници, в храма „Успение Богородично“, около саркофага с костите на свещеник Иван Гъбенски, за първи път след промените беше отслужена общоградска панихида в памет на загиналите в Габровското въстание 72 четници. Сред тях са Цанко Дюстабанов, Еким Цанков, свещеник Иван Гъбенски, Христо Габровчето, Тотьо Иванов х. Досев. Поводът е 135 г. от избухване на Априлското въстание. [1]